# USS LST-610
O USS LST-610 foi um navio de guerra norte-americano da classe LST que operou durante a Segunda Guerra Mundial.